# 戦国ロワイヤル
戦国ロワイヤル（せんごくロワイヤル）とは、株式会社DeNAが運営・提供する、Mobage（旧称・モバゲータウン）のコンテンツの一つとして配信されている携帯電話専用のオンラインゲーム。

## 概要
前作の怪盗ロワイヤルに続くロワイヤルシリーズ第2弾。テーマを「怪盗」から「戦国」に移し怪盗ロワイヤルで培われたシステムをベースに「内政」「必殺技」「剣豪」などの新システムを導入している。一方怪盗に存在する「勲章」は採用されていない。
ユーザーは、戦国武将の大将となり、 作戦を実行（ゲーム内では「出陣」と表記）して軍資金（単位は両）を稼ぎ、各地の武将を倒し領土を広げる。並行して他のユーザーに決闘を仕掛けてお宝を奪い朝廷から領土を賜る。時には、他のユーザーと仲間になり、アイテム(武器・防具・乗り物)やお宝をプレゼントしあったり、決闘での助太刀で協力プレイをする。最終的には、天下統一を目指す。

## ゲームの流れ

### 目的
- 日本全国を統一するために、出陣・決闘を中心に、他の武将と交流しながらゲームを進めていく。

### 出陣
1. 作戦を実行し、経験値や資金を得て、レベル（ゲーム内では「段」と表記）を上げる。
2. 実行すると、作戦ごとに決められた数の部隊を消費する。
3. 稼いだお金で武器、防具、乗り物を購入し、攻撃力・防御力を上げる。
4. 作戦を完了していくと敵総大将が登場し、武将仲間と一緒に戦う事が出来る。大将戦は、前作同様RPG風ターン制コマンドバトルとなっている。武将を倒すと、さらに上位の作戦を実行できるようになり、同じ武将を3回倒せば完全制覇となりその領土を手にすることができる。

### 内政
戦国ロワイヤルで初めて実装された機能。自分の領土を発展させ有利な状態にすることができる。
自分の所有している領土に施設を建設すると1施設につき1日3回までその施設によって発生した利益を回収することができる。また、軍資金を使うことにより段を上げ、回収額を増やすこともできる。ただし、同時に設置できる施設数を上げるには一定の領土数を満たす必要があり、建設できる施設の種類を増やすには定められた施設の段を所定値まで上げなければならない。なお、3回回収後別の施設に建て替えた場合はその施設でさらに3回回収できる。
施設一覧
- 田んぼ:年貢を受け取り軍資金に加えることができる。初期値約1000両、回収には1時間必要。
- 武器工房:武器を作成・売却した利益を得ることができる。初期値約1500両、回収には2時間必要。建設には1回でも田んぼを14段以上まで上げる必要あり。
- 防具工房:防具を作成・売却した利益を得ることができる。初期値約1800両、回収には3時間必要。建設には1回でも武器工房を15段以上まで上げる必要あり。
- 乗物工房:乗物を生産・売却した利益を得ることができる。初期値約3000両、回収には5時間必要。建設には1回でも防具工房を17段以上まで上げる必要あり。

### 決闘
1. 他の武将に決闘を仕掛けてお宝や資金、経験値を得る。
2. 決闘に負けた場合は、自分の武将仲間に助太刀依頼を頼むこともできる。助太刀要請は、仲間の中から一定の基準にのっとってランダムに選ばれたプレイヤーに行われる。
3. 助太刀戦に勝つと資金とお宝を得られ、お宝は応援依頼をしてきた武将仲間に送られる。
4. 1種類7つの宝を揃えると朝廷からその宝に応じた朝廷領土が与えられる。

### 出陣名・お宝名一覧
出陣
出陣はいずれも三段階に分かれ、○○軍第一次合戦、第二次合戦、最終合戦と武将を倒すごとに変わり、最終合戦に勝利して領土を手に入れると完全制覇と変わる。
|            | 敵軍       | 敵将         | 獲得領土 |
| ---------- | ---------- | ------------ | -------- |
| 第一戦     | 島津軍     | 島津義久     | 薩摩国   |
| 第二戦     | 大友軍     | 大友宗麟     | 豊後国   |
| 第三戦     | 龍造寺軍   | 龍造寺隆信   | 肥前国   |
| 第四戦     | 毛利軍     | 毛利元就     | 安芸国   |
| 第五戦     | 長宗我部軍 | 長宗我部元親 | 土佐国   |
| 第六戦     | 三好軍     | 三好長慶     | 阿波国   |
| 第七戦     | 宇喜多軍   | 宇喜多秀家   | 備前国   |
| 第八戦     | 尼子軍     | 尼子経久     | 出雲国   |
| 第九戦     | 松永軍     | 松永久秀     | 紀伊国   |
| 第十戦     | 石田軍     | 石田三成     | 山城国   |
| 第十一戦   | 直江軍     | 直江兼続     | 越前国   |
| 第十二戦   | 前田軍     | 前田利家     | 加賀国   |
| 第十三戦   | 上杉軍     | 上杉謙信     | 越後国   |
| 第十四戦   | 伊達軍     | 伊達政宗     | 奥州国   |
| 第十五戦   | 真田軍     | 真田幸村     | 下野国   |
| 第十六戦   | 武田軍     | 武田信玄     | 甲斐国   |
| 第十七戦   | 北条軍     | 北条氏康     | 相模国   |
| 第十八戦   | 今川軍     | 今川義元     | 駿河国   |
| 第十九戦   | 徳川軍     | 徳川家康     | 三河国   |
| 第二十戦   | 豊臣軍     | 豊臣秀吉     | 伊勢国   |
| 第二十一戦 | 織田軍     | 織田信長     | 尾張国   |

お宝
種類毎に7つ存在し、全て集めれば所定の領土が得られる。
|          | 種類         | 獲得領土 |
| -------- | ------------ | -------- |
| 其の一   | 小判         | 日向国   |
| 其の二   | 皿           | 肥後国   |
| 其の三   | 扇子         | 琉球王国 |
| 其の四   | 着物         | 周防国   |
| 其の五   | 壺           | 長門国   |
| 其の六   | 茶器         | 伊予国   |
| 其の七   | 屏風         | 讃岐国   |
| 其の八   | 面           | 丹後国   |
| 其の九   | 漆器         | 丹波国   |
| 其の十   | 掛軸         | 摂津国   |
| 其の十一 | 硝子         | 近江国   |
| 其の十二 | 日本酒       | 飛騨国   |
| 其の十三 | 和楽器       | 能登国   |
| 其の十四 | エスパーニャ | 蝦夷地   |

剣豪
期間限定で行われるイベントにて、通常のお宝同様期間内に全て集めれば剣豪を仲間にすることができる。小次郎からは揃えた上で決闘に勝つ必要がある。仲間にするとその後のイベントにて決闘勝利時の経験値が多くもらえたり、剣豪との修行で出陣部隊を全回復してくれる。また、各剣豪には「修羅状態」があり、通常の剣豪を仲間にした後に再度お宝を揃え、決闘に勝利することで修羅状態にすることができる。修羅状態では通常時より高い効果を得ることができる。
|        | 剣豪         |
| ------ | ------------ |
| 一人目 | 宮本武蔵     |
| 二人目 | 佐々木小次郎 |
| 三人目 | 吉岡清十郎   |
| 四人目 | 宝蔵院胤舜   |
| 五人目 | 柳生石舟斎   |
| 六人目 | 飛鳥         |
| 七人目 | 宍戸梅軒     |

## 基本用語
武将
「火」「水」「雷」の3種類があり、ゲーム開始時に選択する。一度決定すると変更は不可能。
　前作の3タイプでは三すくみの設定が裏設定としてあったが、今回は三すくみの設定が公にされている。（火＜水＜雷＜火）
部隊
自分の配下で「出陣」「決闘」のために働いてくれる部隊。前作の「要員」と同義。
部隊の種類は「攻撃部隊」「防御部隊」「出陣部隊」の3種類。
「出陣」「決闘」を行ったり、他のプレイヤーからの攻撃を防御したりすると、それぞれの部隊の数が減少する。
減少した部隊は、一定時間（前作と同じく出陣部隊は1人3分、攻撃・防御部隊は1人1分、後述の故郷に帰ってしまった場合は5分）待つか、段を上げるか、道具を使うことによって回復する。
部隊の最大数は、作戦の完了、経験値を貯めて段を上げる、他のプレイヤーと仲間になるなどによって増加する。増加した手下は3種のどれにあてるかを選択することができる。
決闘
攻撃部隊を使って、ユーザー同士で戦い、お宝やお金を奪い合うこと。
決闘で勝つには前作同様、決闘する相手のプロフィールを見て、仲間の数や攻撃力から分析することがポイントである。
自分の現在の段より低い能力の武将に攻撃を行う際、あまりにも多くの部隊を送りこむと強制敗北になる上、「人望を失い部隊の数人が故郷に帰ってしまい、戻すために説得する時間がかかる」とされ、攻撃要員の復帰時間が1人5分となる。
出陣
敵将攻略のために行う。実行するには、出陣部隊が必要。実行すると、お金や道具・お宝を手に入る。
ひとつの合戦の作戦を全て完了すると敵将が登場し、自分の武将仲間と一緒に戦うことができる。
前回と違うのは課金装備をしていると強力な必殺技が放つことができる。
敵将に勝利すると、合戦勝利となり、次の合戦となる。同じ敵将に3回勝つと完全制覇となりその領土を手にし次の合戦へと進む。
よろず屋
道具を購入する場所。前作の「ショップ」と同義。
出陣に必要な道具や、自分の攻撃力・防御力を上げる道具、手下回復アイテムなどを買うことができる。
前作同様課金専用のアイテムもあるが、アバター対応となっており自分のアバターに使うこともできる。また、必殺アイテムを買えば決闘・大将戦に使える。ただし、通常の道具同様耐久値が設定されており、なくなると壊れてしまう。同時にアバターアイテムも失う。
道具
武将が使う道具。武器には剣や槍等、防具には兜や鎧、乗り物には馬などがある。行軍を進めると新しい道具も出現する。
必殺技
今作から導入された新システム。よろず屋において購入すると決闘・大将戦時に必殺技を放つことができる。決闘時には攻撃力で負けていない限り勝利。（超過ペナルティ無し）大将戦時は大ダメージを与えることができる。また、購入した時点でモーションアバターとしても使うことができる。（モーションアバターを使っていなくても必殺技は使用可能）ただし、耐久力が設定されており、耐久力が無くなると自動的に壊れ使えなくなってしまう。
お辞儀
他の武将にお辞儀をすることで、相手のプロフィールページにコメントを残し、交流を深めることが出来る。前作の「ウインク」と同義。
お辞儀をする事で連携ポイントが増え、そのポイントを使って出陣部隊を最大値まで回復することが出来る。
同一ユーザーには1日3回まで使用可能。
お宝
作戦の報酬として入手したり、他のプレイヤーとの決闘で手に入れたりすることができる。お宝を揃えると朝廷から領土がもらえる。
剣豪
今作から導入されたシステム。期間限定イベントとして発生し、期間内に所定のお宝7つを集めることで所定の剣豪を雇えるようになる。剣豪を雇うと出陣・決闘時に有益をもたらしてくれる。効果は剣豪によって異なる。
トラバサミ
出陣や決闘などで獲得したお宝には「トラバサミ」を仕掛けることが出来る。前作の「ワナ」と同義。
トラバサミを仕掛けておいたお宝は決闘で盗まれずに済み、そのお宝を狙ったプレイヤーの敗北となる。1回につき1個消費する。
大将を1回倒すたびに3個入手可能。
コンプ
お宝は「小判」「皿」などのシリーズに分けられ、各シリーズのお宝7種類全てを集めると、そのシリーズはコンプとなる。一シリーズで5種類以上所持すると、仲間からのシリーズお宝の提供はできなくなる。なお、個別のお宝は一種類につき複数所持することは可能。
7種類集めるとシリーズに応じて、朝廷から朝廷領土が与えられる。
合戦
ユーザーには合戦名が与えられている。前作の「称号」と同義。
作戦をそれぞれ完了していき、大将を倒すと任務達成となり、次の合戦へと進む。
一つの領土にて大将を3回倒すことで制圧となり、領土を手に入れる。順番は○○軍第一次合戦→○○軍第二次合戦→○○軍最終合戦→○○軍完全制覇の順(○○○は称号名)にランクアップ。
助言
「小町」と呼ばれるキャラクターが戦国ロワイヤルについて基本知識を教えてくれる。前作の「じいや」と同義。
忍者
初めて作戦を行う時にプレイヤーの前に現れて以降、作戦内容・武器・道具・お宝の解説を行う、ゲームの語り部的存在。前作の「謎の男」と同義。